# Distrito de Concepción (Vilcas Huamán)
El distrito de Concepción es uno de los ocho distritos que conforman la Provincia de Vilcas Huamán, ubicada en el Departamento de Ayacucho, Perú.

## Historia
El principal centro urbano del distrito es Concepción ubicado a 3 067 m s. n. m.
El distrito fue creado mediante Ley No.12145 del 19 de noviembre de 1954, en el gobierno del presidente Manuel Odría.

## División administrativa

### Centros poblados
- Urbanos
  - Concepción, con 1013hab.
- Rurales
  - Collaspampa, con 278 hab.
  - San Antonio de Astanya, con 406 hab.
  - San Antonio de Pirhuabamba, con 253 hab.
  - Santa Rosa de Qochamarca, con 363 hab.
  - Virgen del Carmen de Pacomarca, con 329 hab.

## Autoridades

### Alcaldes
- 2019 - 2022[2]
  - Alcalde: Heráclides Vásquez Gómez, del Movimiento Regional Gana Ayacucho.
  - Regidores:

  1. Freddy Edgar Sarmiento Gutiérrez (Movimiento Regional Gana Ayacucho)
  2. Merigildo Contreras Najarro (Movimiento Regional Gana Ayacucho)
  3. Giovanna Solís Estrada (Movimiento Regional Gana Ayacucho)
  4. Vilma Zea Bellido (Movimiento Regional Gana Ayacucho)
  5. Jhony Gómez Gutiérrez (Qatun Tarpuy)

Alcaldes anteriores
- 2007 - 2010: Víctor Barrientos Zamora.
- 2010-2014: Heraclides Vasquez Gómez